# Sparanise
Sparanise é uma comuna italiana da região da Campania, província de Caserta, com cerca de 7.429 habitantes. Estende-se por uma área de 18 km², tendo uma densidade populacional de 413 hab/km². Faz fronteira com Calvi Risorta, Francolise, Pignataro Maggiore.

## Demografia
| Variação demográfica do município entre 1861 e 2011                               |
|                                                                                   |
| Fonte: Istituto Nazionale di Statistica (ISTAT) - Elaboração gráfica da Wikipedia |